# Śródmieście (Varšava)
Śródmieście (v překladu Centrum) je centrální městský obvod města Varšava. Nejznámější městské části jsou zde Stare Miasto (Staré Město) a Nowe Miasto (Nové Město). Má rozlohu 15,57 km² a žije zde 135 tisíc obyvatel.
Sídlí zde mnoho národních a obecních institucí a mnoho obchodních center a středisek vyššího vzdělání, například Varšavská univerzita, Varšavská technická univerzita a divadla. Nachází se zde druhá nejvyšší budova v Polsku, Palác kultury a vědy (234 m), nejužší ulice (5,3 m), nejstarší univerzita (1809), nejstarší veřejný park (1772) , nejstarší světský památník (1644) a nejstarší historická budova (13. století).
Název obvodu se někdy používá jako synonymum pro stejnojmennou železniční stanici.